# Дафнія
Дафнія (Daphnia) — рід невеликих неокеанічних планктонних ракоподібних з ряду Гіллястовусі (лат. Cladocera) — розмірами від 0,2 до 6,0 мм. Члени цього роду є одними з найменших водних ракоподібних. За схожий на рухи бліх характер переміщення, дафній ще називають водяними блохами. Вони мешкають у різноманітних водних середовищах від кислих боліт до прісноводних озер, ставків та річок.

## Класифікація
Дафній часто асоціюють із спорідненим родом з того ж ряду Cladocera — Моіна (лат. Moina), який входить до родини Моінієві (лат. Moinidae) замість Дафнієві (лат. Daphniidae). Моіна є значно менша (приблизно вдвоє) за Дафнію звичайну (лат. Daphnia pulex).

## Життєвий цикл дафнії
Особливістю цього роду ракоподібних є те, що в їхньому життєвому циклі чергуються покоління, які розмножуються статево і шляхом партеногенезу.

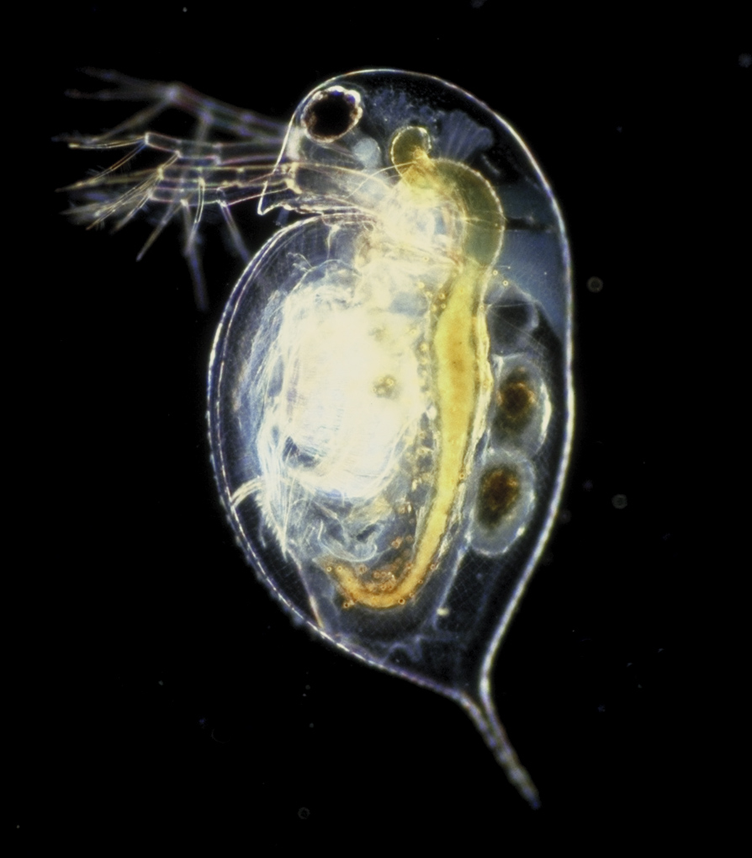
Daphnia pulex

У дафній трапляються самки, які протягом ряду послідовних поколінь розмножуються партеногенетично, відкладаючи незапліднені яйця. Але за несприятливих умов довкілля (зниження температури, нестача їжі, підвищення солоності води тощо) з незапліднених яєць виходять особини обох статей. У самок цього покоління формуються яйця, розвиток яких можливий лише після запліднення.
Запліднені яйця містять значні запаси поживних речовин (жовтка) і вкриті щільною оболонкою. Вони здатні переживати несприятливі умови в стані спокою. З настанням сприятливих умов із цих яєць виходить нове партеногенетичне покоління самок, і розпочинається наступний життєвий цикл. Складні життєві цикли з чергуванням поколінь, які розмножуються різними способами (статевими і нестатевими, статевими і партогенетично) забезпечують здатність виду підтримувати чисельність популяції в різних умовах довкілля. Також цикли з чергуванням поколінь притаманні плоским червам — сисунам, деяким членистоногим (попелиці).

## Види
Найбільш розповсюдженими видами є:
- Дафнія звичайна (лат. Daphnia pulex — дрібна і найпоширеніша),
- Дафнія велика (лат. Daphnia magna).

Підрід Australodaphnia
- Daphnia occidentalis Benzie, 1986

Підрід Ctenodaphnia
- Daphnia atkinsoni Baird, 1859
- Daphnia australis (Sergeev & Williams, 1985)
- Daphnia barbata Weltner, 1898
- Daphnia bolivari Richard, 1888
- Daphnia brooksi Dodson, 1985
- Daphnia carinata King, 1853
- Daphnia cephalata King, 1853
- Daphnia chevreuxi Richard, 1896
- Daphnia chilensis (Hann, 1986)
- Daphnia coronata Sars, 1916
- Daphnia dadayana Paggi, 1999
- Daphnia deserti Gauthier, 1937
- Daphnia dolichocephala Sars, 1895
- Daphnia ephemeralis (Schwartz & Hebert, 1985)
- Daphnia exilis Herrick, 1895
- Daphnia fusca Gurney, 1907
- Daphnia gelida (Brady, 1918)
- Daphnia gibba Methuen, 1910
- Daphnia gravis King, 1853*
- Daphnia hispanica Glagolev & Alonso, 1990
- Daphnia inca Kořínek & Villalobos, 2003
- Daphnia jollyi Petkovski, 1973
- Daphnia longicephala Hebert, 1977*
- Daphnia magna Straus, 1820
- Daphnia magniceps Herrick, 1884
- Daphnia mediterranea Alonso, 1985
- Daphnia menucoensis Paggi, 1996
- Daphnia nivalis Hebert, 1977
- Daphnia ornithocephala Birabén, 1953
- Daphnia paggii Kotov, Sinev & Berrios, 2010
- Daphnia projecta Hebert, 1977*
- Daphnia pusilla (Serventy, 1929)
- Daphnia quadrangula (Sergeev, 1990)
- Daphnia queenslandensis (Sergeev, 1990)
- Daphnia salina Hebert & Finston, 1993
- Daphnia semilumaris Flössner, 1987*
- Daphnia similis Claus, 1876
- Daphnia similoides Hudec, 1991
- Daphnia spinulata Birabén, 1917
- Daphnia studeri (Rühe, 1914)
- Daphnia thomsoni Sars, 1894*
- Daphnia tibetana (Sars, 1903)
- Daphnia triquetra Sars, 1903
- Daphnia truncata (Hebert & Wilson, 2000)
- Daphnia wankeltae Hebert, 1977
- Daphnia wardi (Hebert & Wilson, 2000)

Підрід Daphnia
- Daphnia ambigua Scourfield, 1947
- Daphnia arcuata Forbes, 1893*
- Daphnia arenaria Forbes, 1893*
- Daphnia arenata Hebert, 1995
- Daphnia bairdii Forest, 1879*
- Daphnia catawba Coker, 1926
- Daphnia caudata Sars, 1863*
- Daphnia cavicervix Ekman, 1900
- Daphnia cheraphila Hebert & Finston, 1996
- Daphnia clathrata Forbes, 1893*
- Daphnia commutata Ekman, 1900
- Daphnia cristata Sars, 1862
- Daphnia cucullata Sars, 1862
- Daphnia curvirostris Eylmann, 1887
- Daphnia denticulata Birge, 1879*
- Daphnia dentifera Forbes, 1893
- Daphnia dubia Herrick, 1883
- Daphnia elongata Woltereck, 1932*
- Daphnia ezoensis Uéno, 1972*
- Daphnia frigidolimnetica Ekman, 1904*
- Daphnia galeata Sars, 1864
- Daphnia gessneri Herbst, 1967
- Daphnia gibbera Kortchagin, 1887*
- Daphnia hyalina Leydig, 1860
- Daphnia intexta Forbes, 1890*
- Daphnia lacustris Sars, 1862
- Daphnia laevis Birge, 1879
- Daphnia latipalpa Moniez, 1888*
- Daphnia latispina Kořínek & Hebert, 1996
- Daphnia litoralis Sars, 1890*
- Daphnia longiremis Sars, 1862
- Daphnia longispina (O. F. Müller, 1776)
- Daphnia lumholtzi Sars, 1885
- Daphnia macraocula Kiser, 1950*
- Daphnia marcahuasensis (Villar & Burger, 1989)
- Daphnia melanica Hebert, 1995
- Daphnia mendotae Birge, 1918
- Daphnia middendorffiana Fischer, 1851
- Daphnia minnehaha Herrick, 1884
- Daphnia mitsukuri Ishikawa, 1896*
- Daphnia monacha (Brehm, 1912)*
- Daphnia morsei Ishikawa, 1895
- Daphnia nasuta Herrick, 1884*
- Daphnia neoobtusa Hebert, 1995
- Daphnia obtusa Kurz, 1874
- Daphnia oregonensis Kořínek & Hebert, 1996
- Daphnia parapulex Woltereck, 1932*
- Daphnia parvula Fordyce, 1901
- Daphnia peruviana Harding, 1955
- Daphnia pileata Hebert & Finston, 1996
- Daphnia prolata Hebert & Finston, 1996
- Daphnia propinqua Sars, 1895*
- Daphnia pulex Leydig, 1860
- Daphnia pulicaria Forbes, 1893
- Daphnia pulicarioides Burckhardt, 1899*
- Daphnia pulicoides Woltereck, 1932*
- Daphnia retrocurva Forbes, 1882
- Daphnia rosea Sars, 1862
- Daphnia schmackeri Poppe, 1890*
- Daphnia schoedleri Sars, 1862*
- Daphnia sinevi Kotov, Ishida & Taylor, 2006
- Daphnia sonkulensis Manujlova, 1964*
- Daphnia tanakai Ishida, Kotov & Taylor, 2006
- Daphnia thorata Forbes, 1893
- Daphnia titicacensis Birge, 1909*
- Daphnia turbinata Sars, 1903
- Daphnia typica Mackin, 1931*
- Daphnia umbra Taylor et al., 1996
- Daphnia ventrosa Kortchagin, 1887*
- Daphnia villosa Kořínek & Hebert, 1996
- Daphnia whitmani Ishikawa, 1896*
- Daphnia zschokkei Stingelin, 1894*

Incertae sedis
- Daphnia abrupta Haldeman, 1842*
- Daphnia acuminirostris Lucas, 1896*
- Daphnia affinis Sars, 1863*
- Daphnia alluaudi Richard, 1896*
- Daphnia americana Fordyce, 1904*
- Daphnia angulata Say, 1818*
- Daphnia angulifera Forbes, 1893*
- Daphnia balchashensis Manujlova, 1948*
- Daphnia berolinensis (Schoedler, 1866)*
- Daphnia biwaensis Uéno, 1934*
- Daphnia bohemica Burckhardt, 1899*
- Daphnia brasiliensis Lubbock, 1854*
- Daphnia brevicauda Chambers, 1877*
- Daphnia cyclocephala Burckhardt, 1899*
- Daphnia decipiens Burckhardt, 1899*
- Daphnia degenerata Schmankewitsch, 1875*
- Daphnia dolichocantha (Dybowsky & Grochowski, 1895)*
- Daphnia dorsalis Rafinesque, 1817*
- Daphnia echinata Schmarda, 1854*
- Daphnia ephippiata Koch, 1841*
- Daphnia eurycephala (Daday, 1911)*
- Daphnia expansa Sars, 1914*
- Daphnia foreli Burckhardt, 1899*
- Daphnia friedeli Hartwig, 1897*
- Daphnia granaria Nicolet, 1849*
- Daphnia gravis Schödler, 1877*
- Daphnia hamata Brady, 1898*
- Daphnia heuscheri Burckhardt, 1899*
- Daphnia himalaya Manca, Martin, Peñalva-Arana & Benzie, 2006*
- Daphnia hodgsoni Sars, 1916*
- Daphnia honorata King, 1853*
- Daphnia hybus Ross, 1897*
- Daphnia insulana Moniez, 1889*
- Daphnia intermedia (Studer, 1878)*
- Daphnia izpodvala Kotov & Taylor, 2010
- Daphnia juvensis Burckhardt, 1899*
- Daphnia katrajensis Rane, Jafri & Rafiq, 1992*
- Daphnia kerusses Cox, 1883*
- Daphnia kingi Schödler, 1877*
- Daphnia kirimensis Weltner, 1898*
- Daphnia kisilkumensis Schödler, 1877*
- Daphnia lamellata Sars, 1914*
- Daphnia leucocephala Sars, 1903*
- Daphnia leydigi P. E. Müller, 1867*
- Daphnia longicornis Sars, 1890*
- Daphnia macrura Dana, 1852*
- Daphnia major Brady, 1898*
- Daphnia melanea Dufresne & Hebert, 1994*
- Daphnia minnesotensis Herrick, 1895*
- Daphnia mirabilis Stingelin, 1915*
- Daphnia neglecta Burckhardt, 1899*
- Daphnia newporti Baird, 1859*
- Daphnia notodonvarani Zacharias, 1905*
- Daphnia pacifica Taylor, Finston & Hebert, 1998*
- Daphnia palaearctica Behning, 1928*
- Daphnia procumbens Sars, 1890*
- Daphnia psittacea Baird, 1850*
- Daphnia pusilla (Sars, 1890)*
- Daphnia ramosa Koch, 1841*
- Daphnia reticulata Haldeman, 1843*
- Daphnia richardi Burckhardt, 1899*
- Daphnia rotundata Say, 1818*
- Daphnia rotundata Burckhardt, 1899*
- Daphnia rudis Schmankewitsch, 1875*
- Daphnia sarsi (Langhans, 1911)*
- Daphnia serrulata Daday, 1884*
- Daphnia silvestrii Daday, 1902*
- Daphnia sima Schödler, 1863*
- Daphnia simulans Sars, 1903*
- Daphnia spinosa Herrick, 1879*
- Daphnia stenocephala (Daday, 1911)*
- Daphnia tarasca Kraus, 1986*
- Daphnia tenuirostris Sars, 1890*
- Daphnia tenuispina Sars, 1916*
- Daphnia textilis Dana, 1852*
- Daphnia ulomskyi Behning, 1941*
- Daphnia variabilis Langhans, 1911*
- Daphnia ventricosa Hellich, 1877*
- Daphnia vernalis Sars, 1890*
- Daphnia wierzejskii Richard, 1896*
- Daphnia wierzejskii Lityński, 1913*